# سنت-اوفمی-سور-ریوییر-دو-سود، کبک
سنت-اوفمی-سور-ریوییر-دو-سود (به فرانسوی: Sainte-Euphémie-sur-Rivière-du-Sud) شهری در منطقه شهری مومانی منطقه شودییر-آپالاش در استان کبک کانادا است. در سرشماری سال ۲۰۱۱ این شهر ۳۴۰ نفر جمعیت داشته‌است و مساحت آن ۹۳٫۲۱ کیلومتر مربع است.